# Peire Vidal
Peire Vidal, o Pèire o Peyre, in latino Petrus Vitalis, italianizzato in Pietro Vidale (... – Tolosa, ...; fl. 1180-1205), è stato uno dei più celebri trovatori provenzali, identificabile molto probabilmente con Peire Pelissier.
Poeta dalle origini borghesi trascorse una vita avventurosa e inquieta. Prese spesso parte alle contese del suo tempo cambiando spesso padrone e orientamento pur mantenendo una libera indipendenza di giudizio.
Ebbe come protettori Raimondo V di Tolosa, Blacatz, Bonifacio I di Monferrato, Alfonso II di Aragona (1190-1195) e probabilmente Alberto Malaspina.
Viaggiò molto e si recò in Ungheria, in Terra santa, a Cipro, a Genova, a Pisa, a Malta e in Spagna.
I 44 testi poetici a noi pervenuti sono ricchi di riferimenti autobiografici e storici; essi riprendono lo stile e i temi tradizionali ma con un'ironia assai originale e con un nuovo intento parodistico.

## Opere
- Ab l'alen tir vas me l'aire
- Ajostar e lassar
- Amors, pres sui de la bera
- Anc no mori per amor ni per al
- Ara.m vai meills que no sol
- Atressi co.l perilhans
- Baros, de mon dan covit
- Baros Jesus, qu'en crotz fo mes
- Bels amics cars, ven s'en vas vos estius
- Be m'agrada lo covinens sazos
- Be.m pac d'ivern e d'estiu
- Ben viu a gran dolor
- Bon'aventura don Dieus als Pizas
- Car'amiga douss'e franca
- De chantar m'era laissatz
- Deus en sia grazitz
- Dragoman senher, s'agues bon destrier
- Emperador avem de tal maneira
- En Pelizier, causetz de tres lairos
- En una terra estranha
- Estat ai gran sazo
- Ges car estius es bels e gens
- Ges del joi que ai no.m rancur
- Ges pel temps fer e brau
- La lauzet' e.l rossinhol
- Mos cors s'alegr' e s'esjau
- Mout es bona terr'Espanha
- Mout m'es bon e bel
- Neus ni gels ni ploja ni fanh
- Non es savis ni gaire ben apres
- Nuls hom no.s pot d'amor gandir
- Peire Vidal, pos far m'ave tenso
- Per ces dei una chanso
- Per melhs sofrir lo maltrait e l'afan
- Per pauc de chantar no.m lais
- Plus que.l paubres que jatz el ric ostal
- Pos tornatz sui en Proensa
- Pos ubert ai mon ric tezaur
- Pos vezem que l'iverns s'irais
- Quant hom es en autrui poder
- Quant hom honratz torna en gran paubreira
- S'eu fos en cort ont hom tengues dreitura
- Si.m laissava de chantar
- Son ben aponderatz
- Tant ai longament cercat
- Tant an ben dig del marques
- Tan mi platz jois e solatz
- Tart mi veiran mei amic en Tolzan
- Una chanso ai faita mortalmen

Dubbie
- Dompna, tot jorn vos vau preyan
- Lai on cobra sos dregz estatz